# Сыздыкова, Рабига Галиевна
Рабига Галиевна Сыздыкова (каз. Рәбиға Сәтіғалиқызы Сыздық; 17 августа 1924, Уилский район, Актюбинская область, Киргизская АССР, СССР — 3 июля 2020, Алма-Ата, Казахстан) — советская и казахская языковед-учёный, лингвист-тюрколог, доктор филологических наук (1971), профессор (1989), академик НАН РК (2003).
Заслуженный деятель науки Казахской ССР (1984), лауреат Государственной премии Республики Казахстан в области науки (1996).

## Биография
Родилась 17 августа 1924 года в Уилском районе Актюбинской области в семье Саттигали кажы. Происходит из рода Ысык племени Байулы Младшего жуза.
В 1940 году окончила Актюбинское педагогическое училище.
В 1947 году окончила филологический факультет Казахский педагогический институт им. Абая (ныне Казахский национальный педагогический университет имени Абая).
В 1951 году окончила аспирантуру Казахского педагогического института имени Абая.
В 1971 году защитила учёную степень доктора филологических наук, тема диссертации: «Язык произведений Абая».

### Трудовая деятельность
С 1957 по 1961 годы — редактор и заведующая редакцией Учебно-педагогического издательства, младший научный сотрудник Института языкознания им. А. Байтурсынова.
С 1961 по 1967 годы — заведующая отделом истории и диалектологии казахского языка Института языкознания им. А. Байтурсынова.
С 1967 по 1980 годы — старший научный сотрудник, с 1980 по 1994 годы — заведующая отделом культуры речи Института языкознания им. А. Байтурсынова.
С 1994 года на заслуженной пенсии.

### Научные, литературные труды
Под её руководством разработаны проблемы развития казахского литературного языка и культуры казахской речи. Руководила работами по этимологическим и другим лексикологическим изысканиям, участвовала в редактировании 10-томного «Толкового словаря казахского языка», «Орфографического словаря», большого «Казахско-русского словаря».
Заложила основы научного направления казахской лингвостилистики, подготовила научные кадры в этой области, внесла большой вклад в вузовскую практику, исследовала творчество А. Байтурсынова, под её редакцией издано собрание сочинений по лингвистике и образованию А. Байтурсынова.
Занесена в Золотую книгу почёта РК (1980).
Автор более 130 научных работ, из них 9 монографий, учебников и учебных пособий.
Основные научные работы:
- История казахского литературного языка (XV—XIX вв.). — Алма-Ата, 1984, 1993.
- Язык Жами ат-тауарих Жалаири. — Алма-Ата, 1989.
- Произносительные нормы казахского языка. — Алма-Ата, 1983.
- Лингвистический анализ художественного текста. — Алма-Ата, 1989 и др.

## Награды и звания
- 1971 — Орден «Знак Почёта»
- 1984 — Заслуженный деятель науки Казахской ССР
- 1995 — Государственная премия имени Шокана Уалиханова за монографию «История казахского литературного языка»
- 1996 — Государственная премия Республики Казахстан в области науки и литературы за серию трудов, изучивших творческое наследие Абая.
- 2004 — Орден Парасат[2]
- 2011 — Орден «Барыс» 3 степени
- 2019 — Орден «Барыс» 1 степени за особые заслуги в общественной деятельности, а также значительный вклад в развитие отечественной науки (Указ президента РК О награждении орденом «Барыс» І степени Сыздык Р 29 августа 2019 года)[3][4][5]
- Награждена правительственными и государственными медалями Республики Казахстан и СССР и др.
- Награждена благодарственным письмом Президента Республики Казахстан.
- 2019 — Звание «Почётный гражданин Актюбинской области»[6]

## Семья
Первый муж — Сыздыков Махаш (дипломат), второй муж — Мусин Шахан (советский и казахстанский актёр, заслуженный артист Казахской ССР).
Сын — Сыздыков Асет Махашевич (1949 г.р., выпускник МГИМО и дипакадемии СССР, дипломат), двое внуков и внучка.